# Almolonga de Ocampo
Almolonga de Ocampo är en ort i Mexiko.   Den ligger i kommunen Alcozauca de Guerrero och delstaten Guerrero, i den sydöstra delen av landet, 240 km söder om huvudstaden Mexico City. Almolonga de Ocampo ligger 1 451 meter över havet och antalet invånare är 878.
Terrängen runt Almolonga de Ocampo är huvudsakligen kuperad. Almolonga de Ocampo ligger nere i en dal. Runt Almolonga de Ocampo är det ganska tätbefolkat, med 65 invånare per kvadratkilometer. Närmaste större samhälle är San Vicente Zoyatlán, 10,9 km söder om Almolonga de Ocampo. I omgivningarna runt Almolonga de Ocampo växer huvudsakligen savannskog.